# Biblioteca de mídia definitiva
Uma Biblioteca de Mídia Definitiva (do inglês: Definitive Media Library)  é um repositório de Tecnologia da Informação seguro no qual versões de mídia de software definitivas e autorizadas são armazenadas e protegidas. Antes que uma organização libere qualquer software aplicativo novo ou alterado em seu ambiente operacional, tal software deve ser totalmente testado e com a qualidade garantida.
A Biblioteca de Mídia Definitiva fornece a área de armazenamento de objetos de software prontos para implantação e deve conter apenas cópias mestre de itens de configuração de mídias de software controladas que passaram por verificações de garantia de qualidade, normalmente incluindo tanto aplicativos  adquiridos e reservados e código-fonte e executáveis . No contexto do framework de melhores práticas ITIL,  o termo Biblioteca de Mídia Definitiva substitui o termo Biblioteca de Software Definitivo referida antes da versão ITIL v3.
Em conjunto com o banco de dados de gerenciamento de configuração (BDGC), ele efetivamente fornece o DNA do centro de dados ou seja, todas as aplicações e constrói mídia de software conectada ao registro do BDGC de instalação e configuração.
A Biblioteca de Mídia Definitiva (BMD) é um componente principal de uma liberação da organização e supre o framework e o plano de continuidade de serviço.